# Pilmalmätare
Pilmalmätare (Eupithecia tenuiata) är en fjärilsart som beskrevs av Jacob Hübner 1809/13. Pilmalmätare ingår i släktet Eupithecia och familjen mätare. Arten är reproducerande i Sverige. Inga underarter finns listade i Catalogue of Life.

## Bildgalleri

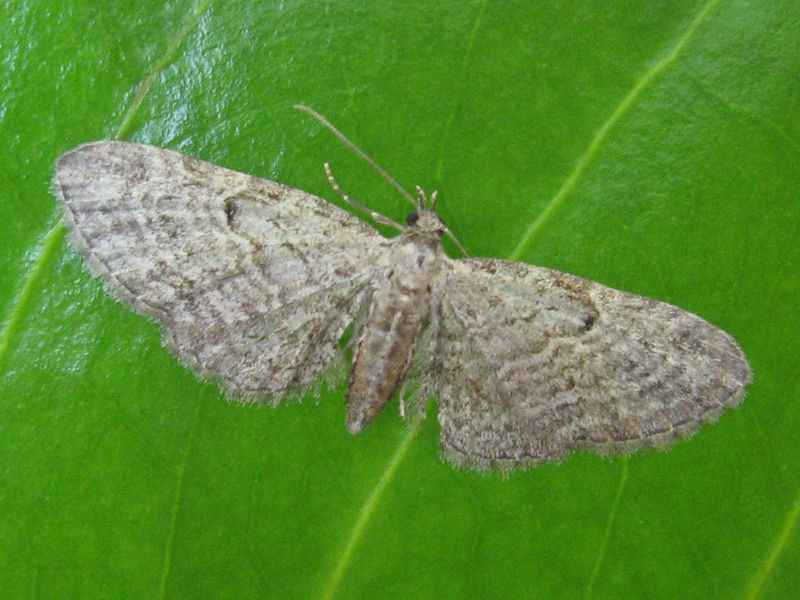
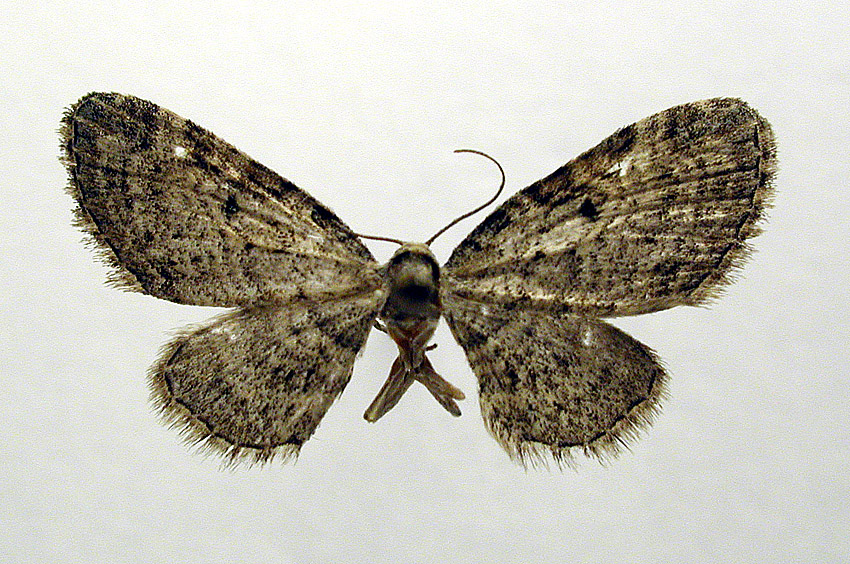
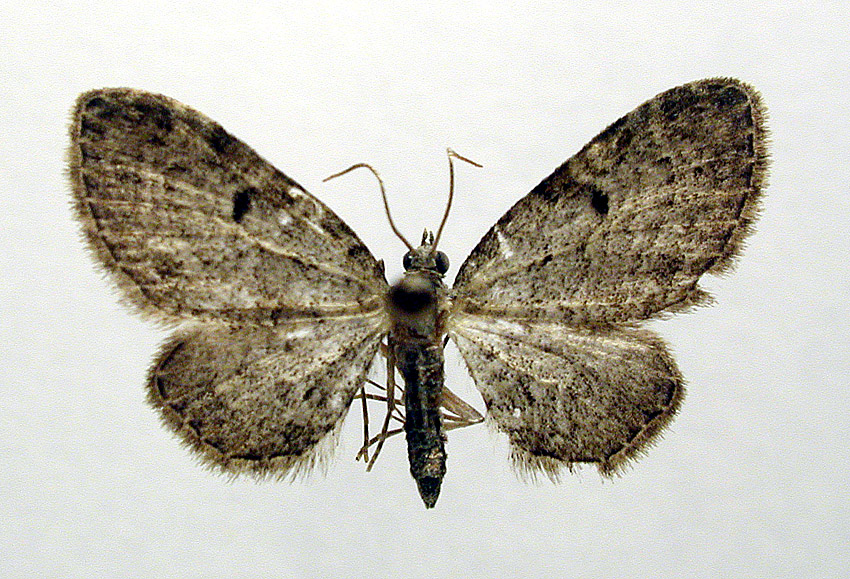
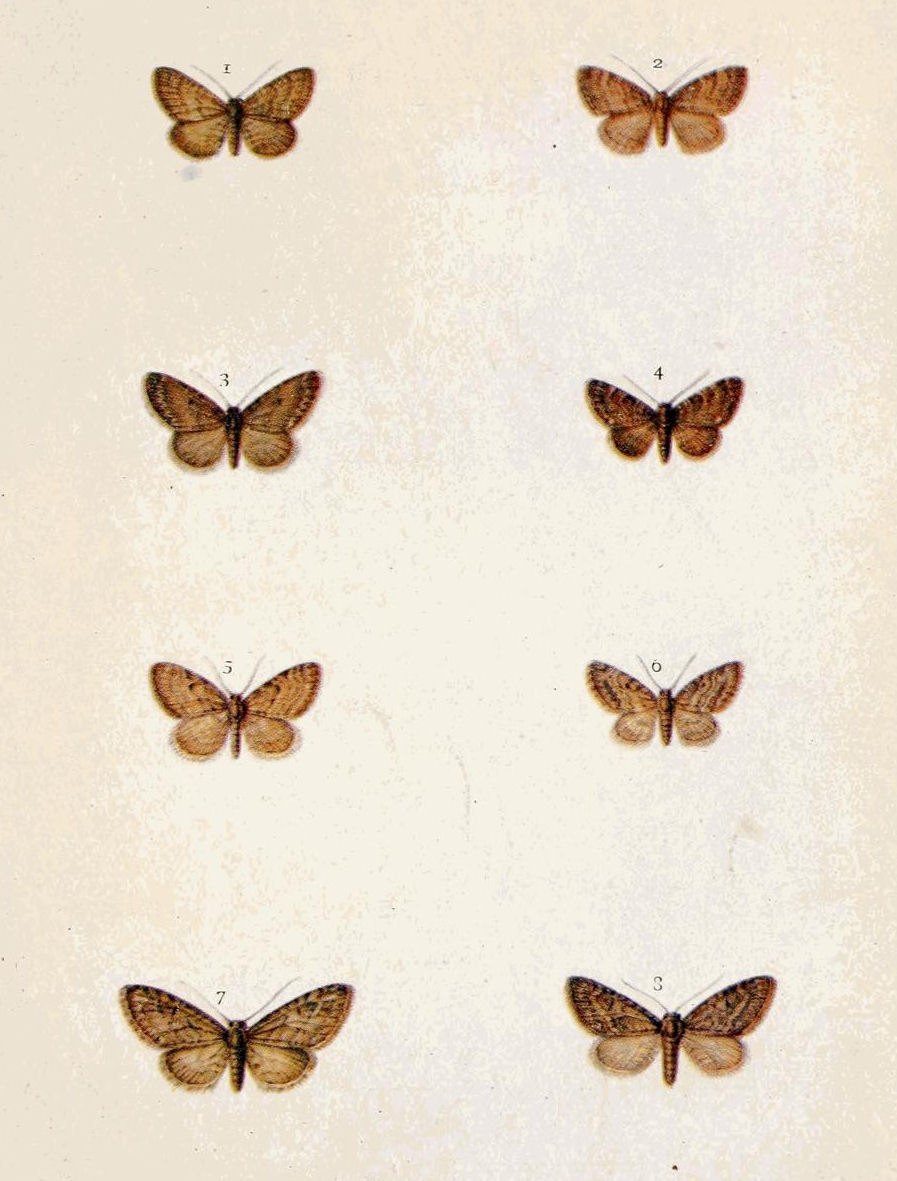